# Yustinus Pae
Yustinus Pae hay Tinus Pae (sinh ngày 19 tháng 6 năm 1983) là một cầu thủ bóng đá người Indonesia hiện tại thi đấu cho Persipura Jayapura ở Indonesia Super League.
Em trai của anh Victor Pae cũng là một cầu thủ bóng đá thi đấu cho Persipura.

## Danh hiệu

### Danh hiệu câu lạc bộ
Persipura Jayapura
- Indonesia Super League (2): 2008–09, 2010–11
- Indonesian Community Shield (1): 2009
- Indonesian Inter Island Cup (1): 2011